# بریتانی میلر
بریتانی میلر (انگلیسی: Britany Miller؛ زادهٔ ۱۰ اوت ۱۹۸۷) بازیکن بسکتبال اهل ایالات متحده آمریکا است.